# Wayne Carlisle
Wayne Thomas Carlisle (Lisburn, Irlanda del Norte, 9 de septiembre de 1979), exfutbolista norirlandés. Jugaba de volante y pasó toda su carrera en clubes del ascendo de Inglaterra.
Trabaja como entrenador en el Exeter City desde el 2017.

## Selección nacional
Ha sido internacional con la Selección de fútbol de Irlanda del Norte Sub-21.

## Clubes

### Como jugador
| Club              | País       | Año       |
| ----------------- | ---------- | --------- |
| Crystal Palace FC | Inglaterra | 1999-2001 |
| Swindon Town      | Inglaterra | 2001-2002 |
| Bristol Rovers    | Inglaterra | 2002-2004 |
| Leyton Orient     | Inglaterra | 2004-2006 |
| Exeter City       | Inglaterra | 2006-2008 |
| Torquay United    | Inglaterra | 2008-2012 |
| Truro City        | Inglaterra | 2011      |